# Гарден (округ, Небраска)
Шаблон:StateAbbr_ 41°37′ пн. ш. 102°20′ зх. д. / 41.62° пн. ш. 102.34° зх. д.
Округ Гарден (англ. Garden County) — округ (графство) у штаті Небраска, США. Ідентифікатор округу 31069.

## Історія
Округ утворений 1909 року.

## Демографія
За даними перепису
2000 року
загальне населення округу становило 2292 осіб, усе сільське.
Серед мешканців округу чоловіків було 1116, а жінок — 1176. В окрузі було 1020 домогосподарств, 659 родин, які мешкали в 1298 будинках.
Середній розмір родини становив 2,77.
Віковий розподіл населення поданий у таблиці:
| Стать    | До 15 років | 15-21 | 22-29 | 30-39 | 40-49 | 50-65 | 65-85 | Понад 85 |
| -------- | ----------- | ----- | ----- | ----- | ----- | ----- | ----- | -------- |
| Чоловіки | 204         | 94    | 58    | 135   | 185   | 205   | 207   | 28       |
| Жінки    | 184         | 88    | 51    | 131   | 160   | 247   | 252   | 63       |

## Суміжні округи
- Шерідан — північ
- Грант — схід
- Артур — схід
- Кейт — південний схід
- Дул — південь
- Шаєнн — південний захід
- Моррілл — захід